# Panamerikanische Spiele 2019/Leichtathletik – Dreisprung der Frauen

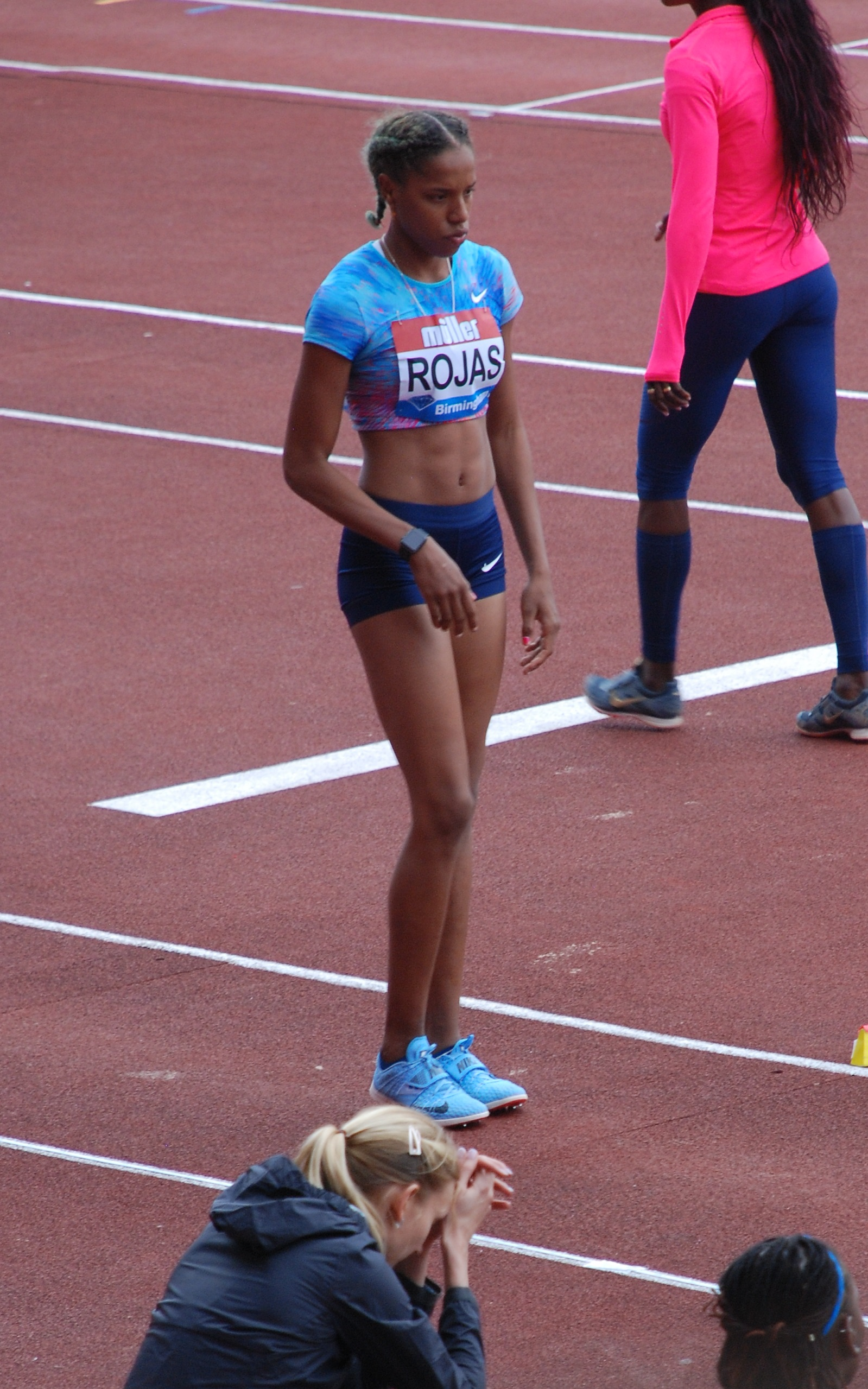
Die Siegerin Yulimar Rojas (2017)

Der Dreisprung der Frauen bei den Panamerikanischen Spielen 2019 fand am 9. August im Villa Deportiva Nacional in der peruanischen Hauptstadt Lima statt.
14 Dreispringerinnen aus elf Ländern nahmen an dem Wettbewerb teil. Die Goldmedaille gewann Yulimar Rojas mit 15,11 m, was auch ein neuer Rekord der Panamerikanischen Spiele war. Silber ging an Shanieka Ricketts mit 14,77 m und die Bronzemedaille gewann Liadagmis Povea mit 14,60 m.

## Rekorde
Vor dem Wettbewerb galten folgende Rekorde:
| Weltrekord        | Inessa Krawez     | 15,50 m | Weltmeisterschaften in Götebrog, Schweden      | 10. August 1995  |
| Rekord der Spiele | Caterine Ibargüen | 14,92 m | Panamerikanische Spiele in Guadalajara, Mexiko | 28. Oktober 2011 |

## Ergebnis
9. August 2019, 17:50 Uhr
| Platz | Athletin           | Land               | 1. Versuch | 2. Versuch | 3. Versuch | 4. Versuch                                    | 5. Versuch                                    | 6. Versuch                                    | Weite (m)   |
| ----- | ------------------ | ------------------ | ---------- | ---------- | ---------- | --------------------------------------------- | --------------------------------------------- | --------------------------------------------- | ----------- |
|       | Yulimar Rojas      | Venezuela          | 14,90      | x          | 14,67      | 15,11                                         | x                                             | x                                             | 15,11 PR NR |
|       | Shanieka Ricketts  | Jamaika            | x          | 14,76      | 14,76      | 14,43                                         | 14,70                                         | 14,77                                         | 14,77 PB    |
|       | Liadagmis Povea    | Kuba               | 14,39      | 14,60      | 14,16      | 14,10                                         | 14,38                                         | 14,29                                         | 14,60       |
| 4     | Kimberly Williams  | Jamaika            | x          | 14,15      | 13,82      | 13,87                                         | 12,23                                         | 13,64                                         | 14,15       |
| 5     | Tamara Myers       | Bahamas            | 13,54      | x          | x          | 13,96                                         | x                                             | 13,84                                         | 13,96 SB    |
| 6     | Liuba Zaldívar     | Ecuador            | 13,64      | x          | 13,63      | 13,78                                         | 13,42                                         | 13,37                                         | 13,78       |
| 7     | Ana José Tima      | Dominikanische R.  | 13,58      | 13,41      | 13,75      | x                                             | 13,16                                         | 13,04                                         | 13,75       |
| 8     | Thea LaFond        | Dominica           | 13,70      | 11,44      | x          | 13,60                                         | 13,42                                         | 13,31                                         | 13,70       |
| 9     | Yosiris Urrutia    | Kolumbien          | x          | x          | 13,35      | nicht im Finale der besten acht Springerinnen | nicht im Finale der besten acht Springerinnen | nicht im Finale der besten acht Springerinnen | 13,35       |
| 10    | Davisleydi Velazco | Kuba               | x          | x          | 13,32      | nicht im Finale der besten acht Springerinnen | nicht im Finale der besten acht Springerinnen | nicht im Finale der besten acht Springerinnen | 13,32       |
| 11    | Silvana Segura     | Peru               | 13,27      | 12,83      | 12,28      | nicht im Finale der besten acht Springerinnen | nicht im Finale der besten acht Springerinnen | nicht im Finale der besten acht Springerinnen | 13,27       |
| 12    | Sandisha Antoine   | St. Lucia          | 13,15      | 12,75      | 12,84      | nicht im Finale der besten acht Springerinnen | nicht im Finale der besten acht Springerinnen | nicht im Finale der besten acht Springerinnen | 13,15       |
| 13    | Kelly McKee        | Vereinigte Staaten | x          | x          | 12,68      | nicht im Finale der besten acht Springerinnen | nicht im Finale der besten acht Springerinnen | nicht im Finale der besten acht Springerinnen | 12,68       |
| 14    | Bria Matthews      | Vereinigte Staaten | 12,13      | x          | x          | nicht im Finale der besten acht Springerinnen | nicht im Finale der besten acht Springerinnen | nicht im Finale der besten acht Springerinnen | 12,13       |